# 청평군왕
청평군왕(淸平郡王, 생몰년 미상)은 서하의 황족으로 이름은 실전되었다. 그는 서하 신종의 아들이며 서하 헌종의 동생이자, 서하 말제의 부친이다.
생전 청평군왕에 봉해졌다는 것을 제외한 행적은 전해지지 않으며 언제 사망했는지도 알 수 없다. 그의 아들 이현은 1226년 신종과 헌종이 연이어 사망하자 뒤를 이어 서하의 황제로 즉위하였다. 아들 이현이 말제로 즉위한 후 부친인 청평군왕을 따로 추존했다는 기록은 확인되지 않는다.

## 가족
- 부황: 서하 신종
- 모후: 불명
- 형: 서하 헌종
- 본인: 청평군왕
- 아들: 서하 말제